# Diomedes (rey)

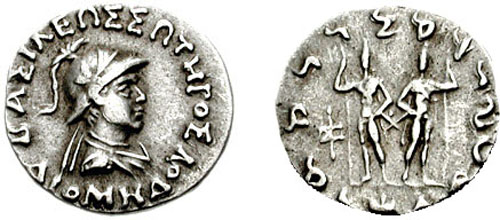
Moneda de Diomedes

Diomedes Soter (griego: Διομήδης ὁ Σωτήρ; el epíteto significa "el Salvador") era un rey indogriego. Los sitios donde sus monedas han sido encontradas parecen indicar que su gobierno estuvo basado en el área del Paropamisos, posiblemente con dominios provisionales más hacia el este. Juzgando por sus retratos similares y muchos monogramas solapados, el joven Diomedes parece haber sido el heredero (y probablemente pariente) de Filoxeno, el último rey que gobernó antes de que el reino de Menandro I finalmente se fragmentase.

## Tiempo de reinado
Bopearachchi Fechas a Diomedes en c. 95–90 a. C., y R. C. Sénior le data en c. 115–105 a. C.

## Monedas de Diomedes
Diomedes describió a los Dioscuros en sus monedas, tanto a caballo como de pie; ambos tipos fueron anteriormente utilizados por Eucrátides I. Sin embargo, es incierto si ambos estaban relacionados, ya que Eucratides murió mucho tiempo antes que Diomedes.
Diomedes acuñó tanto monedas de tipo ático (de estilo grecobactriano, con leyenda griega única), como monedas bilingües (en griego y Kharoshthi), indicando que gobernó en la parte occidental del territorio indogriego.
Se conoce una reacuñación de Estratón I y Agatoclea sobre una moneda de Diomedes. Esto podría indicar que Diomedes luchó sobre las áreas centrales de los territorios indogriegos con Estratón y Agatoclea.